# Presidente Getúlio
Presidente Getúlio es un municipio brasileño del estado de Santa Catarina. Tiene una población estimada al 2022 de 20 010 habitantes. Forma parte de la Región metropolitana del Alto Valle de Itajaí.

## Historia
El municipio fue fundado en 1904 por colonos suizos, alemanes e italianos, quienes nombraron a la nueva localidad Neu-Zürich. Cambió su nombre a Dalbérgia en 1934, más adelante también fue llamada Neu Breslau y finalmente Getúlio Vargas en 1954, en honor al dicho presidente. En la localidad también se instalaron descendientes de italianos de la región.